# Годе, Фредерик Луи
Фредерик Луи Годе́ (нем. Frédéric Louis Godet; 1812—1900) — швейцарский евангелический богослов.

## Биография
Фредерик Луи Годе родился 25 октября 1812 года в городе Невшатель. Получил образование в местном университете, затем продолжил обучения в университетах Бонна и Берлина.
Закончив обучение, Года стал учителем прусского принца Фридриха-Вильгельма (впоследствии императора Германской империи Фридрих III). 
Вернувшись в 1844 году на родину занял должность профессора богословия в Университете Невшателя; принял деятельное участие в основании так называемой независимой церкви (Eglise indépendante). 
Одно из самых известных сочинений Готе: «Histoire de la réformation et du Refuge dans le pays de Neuchâtel» (1859). Кроме того, он написал комментарии к Евангелиям от Луки и Иоанна и другие богословские сочинения.
Фредерик Луи Годе умер 29 октября 1900 года в родном городе.

## Избранная библиография
- Histoire de la Réformation et du Refuge dans le Pays de Neuchâtel, 1859
- Commentaires sur l’Evangile de saint Jean, 2 Bände 1863/65
- Conférences apologétiques, 1869
- Commentaires sur l’Evangile de saint Luc, 2 Bände 1871
- Études bibliques, 1873/74
- Commentaires sur les épîtres aux Romains, 2 Bände 1879/80
- Commentaires sur les épîtres aux Corinthiens, 2 Bände 1886/87
- Introduction au Nouveau Testament, 1893